# And the Mystery Goes On…
Albums de La Muerte
The Surrealist Mystery
(1984) Peep Show
(1986)
And the Mystery Goes On…, sorti en 1985, est le deuxième EP du groupe belge La Muerte.

## L'album
Premier album avec le batteur Alain Rondos. Tous les titres ont été composés par les membres du groupe, à part « Blues, Heaven or Hell » avec des paroles de Michael Leahy.

## Les musiciens
- Marc du Marais : voix
- Dee-J : guitare
- Sisco de la Muerte : basse
- Alain Rondos : batterie

## Les titres
1. Blues, Heaven or Hell - 6 min 21 s
2. Haschissin - 2 min 25 s
3. Massacre - 4 min 15 s
4. Tiny Bones - 3 min 09 s

## Informations sur le contenu de l'album
Cet EP fut single de la semaine dans le NME.